# Kdeutils
kdeutilsは KDE 向けのユーティリティソフトウェアを含むパッケージである。

## アプリケーション一覧
- Ark - ファイルの解凍/圧縮ソフト
- KCalc - 電卓
- KCharSelect - 文字選択ツール
- kdessh - リモートホストでコマンドを実行するためのプログラム
- KDiskFree - ディスクの空き容量を表示するツール
- KEdit - 軽量なテキストエディタ
- KFloppy - フロッピーをフォーマットするツール
- KGpg - GnuPG の GUI フロントエンド
- KHexEdit - バイナリエディタ
- KJots - アウトラインプロセッサ
- Klaptopdaemon - ラップトップのバッテリーを監視するプログラム
- KRegExpEditor - 正規表現エディタ
- KSim - システム情報を監視するためのツール
- KTimer - タスクスケジューラ
- KWallet - パスワードを管理するためのソフト
- KwikDisk - リムーバブルメディアを扱うツール
- SuperKaramba - デスクトップウィジェット